# Potamotrygon leopoldi
La raya de puntas blancas (Potamotrygon leopoldi) es una especie de pez de la familia Potamotrygonidae. Habita en los ríos Xingú y Fresco, afluentes del Amazonas.

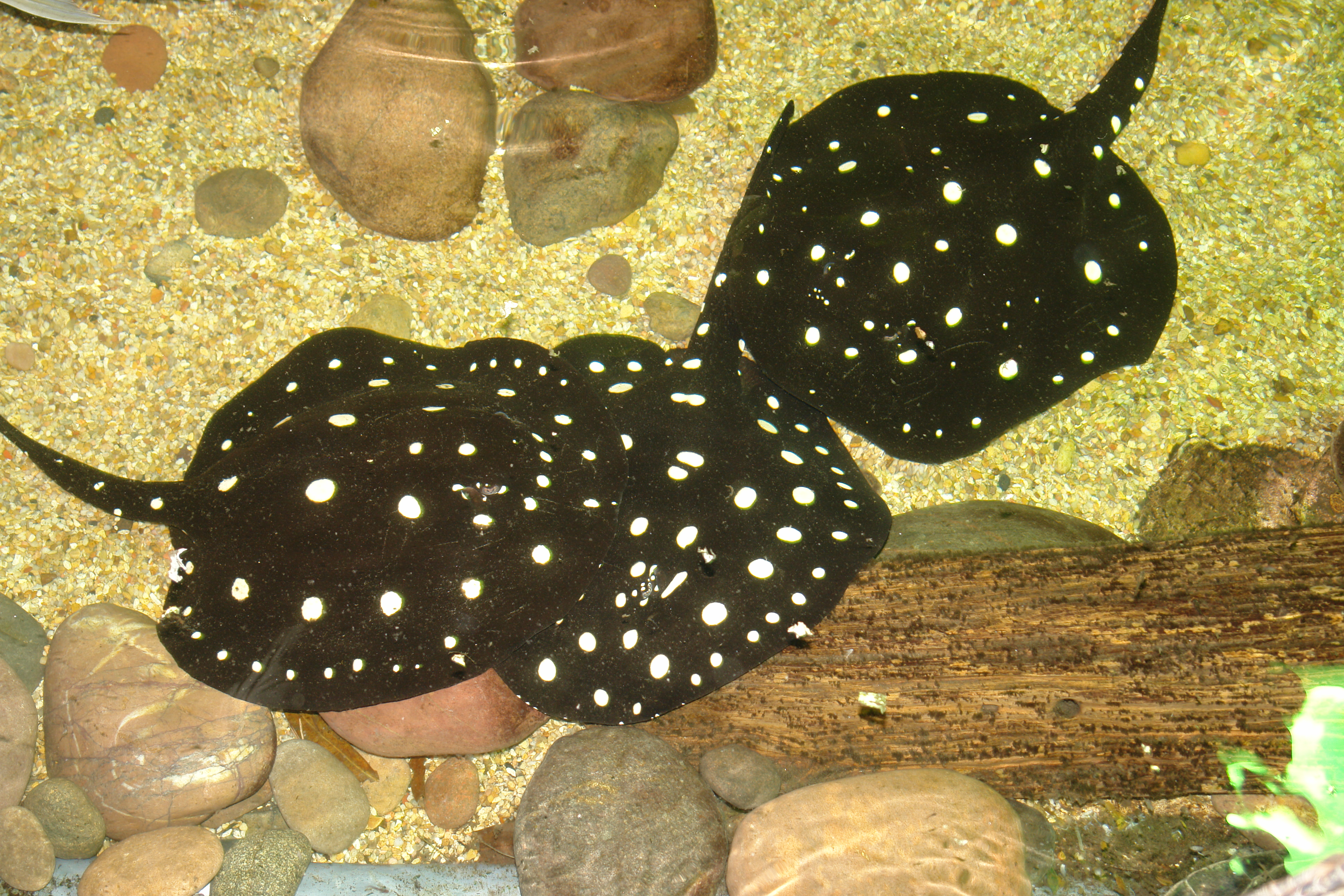
Rayas de puntas blancas en el Acuario de Dallas